# Lovely Complex
Lovely★Complex (ラブ★コン?, Rabu★Kon, Love★Com) è un manga shōjo scritto e disegnato da Aya Nakahara, pubblicato in Giappone sulla rivista Bessatsu Margaret di Shūeisha dal settembre 2001 al dicembre 2006. In Italia è stato pubblicato da Planet Manga dall'aprile 2007 al marzo 2009. Nel 2004, l'opera ha vinto il Shogakukan Manga Award nella categoria shōjo.
La storia è anche stata adattata in un film dallo stesso titolo nel 2006 e in un anime di 24 episodi nel 2007. Inoltre, in precedenza sono stati prodotti un videogioco per la PlayStation 2 e due drama-CD, e sono state pubblicate delle light novel. In Italia l'anime, edito da Dynit, è stato messo in onda per la prima volta il 1º maggio 2009, con i primi due episodi, da MTV; in seguito è stato trasmesso per intero su Rai 4 dal 24 ottobre 2010 al 17 aprile 2011.
A marzo 2009 è stato pubblicato su Deluxe Margaret un capitolo one-shot intitolato Love*Com D (o Lovely*Complex Deluxe), incentrato sul fratello minore di Risa. Il 25 settembre 2012 è stato raccolto in un tankōbon dalla Shūeisha assieme ad altri quattro capitoli col titolo Lovely*Complex Two (ラブ★コン Ｔｗｏ?, Rabu*Kon Two, Love*Com Two), pubblicato anche in Italia da Planet Manga il 29 settembre 2016.

## Trama
Risa Koizumi è una ragazza che frequenta le scuole superiori a Osaka ed è la più alta nella sua classe; Atsushi Otani è un ragazzo relativamente basso rispetto ai suoi compagni, anche se ciò non gli impedisce di far parte della squadra del club di pallacanestro. Questa notevole differenza d'altezza li rende un po' complessati e, tanto per aumentare la già precaria situazione psicologica, fin dal primo giorno di scuola vengono soprannominati "All Hanshin Kyojin" (duo comico popolare in Giappone con le stesse caratteristiche). Ciò è avvalorato dal fatto che entrambi hanno un carattere focoso, nient'affatto conciliante, che darà origine a situazioni comiche. Malgrado questo rapporto burrascoso, i due si rivelano molto simili riguardo a gusti e carattere.
Durante la scuola estiva Risa conosce uno studente più alto di lei, Ryoji Suzuki, proveniente da un'altra classe, e pare che ne sia anche abbastanza attratta. Pure ad Otani sembra d'altra parte piacere Chiharu Tanaka, un'amica di Risa. Suzuki e Chiharu però, assieme ai loro compagni di classe Nobuko Ishihara e Heikichi Nakao, si sono innamorati, cosicché Risa ed Otani si ritrovano da un momento all'altro circondati da due coppie fisse. Questo li mette decisamente in competizione, e i due scommettono su chi troverà un partner per primo, così da provare anche loro l'ebbrezza dell'innamoramento. L'insicurezza però impedisce loro d'aprirsi completamente, la mancanza di fiducia in sé stessi preclude loro la via ad una relazione matura. Risa e Otani decidono di mettere da parte le loro differenze e si aiutano a vicenda per ottenere risultati. Tuttavia, lei si accorge di provare qualcosa per lui e si dichiara, ma viene respinta. Col tempo, però, Otani capisce quanto Risa sia importante per lui e, con grande forza di volontà, le confessa il suo amore.

## Personaggi

### Personaggi principali
Risa Koizumi (小泉 リサ?, Koizumi Risa)
Interpretata da: Ema Fujisawa (film)
Doppiata da: Risa Hayamizu (drama-CD e videogioco) / Akemi Okamura (anime) (ed. giapponese), Valentina Favazza (ed. italiana)
La protagonista, molto diversa dallo stereotipo della 'ragazza shōjo', poiché fondamentalmente ridicola e comica. Una ragazza di buon cuore e molto gentile, sebbene abbastanza ingenua e irascibile. Alta all'inizio della storia 170 cm, diventa 172 cm in seconda superiore, confermando di essere ben più alta della media femminile (che in Giappone si aggira sui 158 cm). Ironicamente, il suo cognome significa "piccola sorgente". Su questo proposito a Risa e Otani, viene affibbiato dal loro professore il "gorilla", il soprannome di "All Hanshin Kyojin" (due comici molto famosi in Giappone) per i continui sketch comici che divertono la classe. Risa naturalmente recita la parte di "All Kyojin", cioè quello più alto. Aveva una cotta per Suzuki, prima che questi si fidanzasse con Chiharu. Successivamente si innamorerà del suo compagno di scuola Otani, nonché membro del duo comico, anche se non pienamente ricambiata inizialmente. Viene infatti rifiutata ben due volte da Otani, poiché lui dapprima non era in grado di vederla come una fidanzata, ma alla fine dopo le mille insistenze della giovane, il ragazzo cede capendo di essere anche lui innamorato e i due si fidanzano. Finito il liceo, Risa frequenta un corso come coordinatrice stilistica.
Atsushi Otani (大谷 敦士?, Ōtani Atsushi)
Interpretato da: Teppei Koike (film)
Doppiato da: Takahiro Sakurai (drama-CD e videogioco) / Akira Nagata (anime) (ed. giapponese), Alessio Nissolino (ed. italiana)
Il protagonista maschile della serie, estremamente basso (156 cm all'inizio e poi 156,2 cm, quando l'altezza media maschile in Giappone è di circa 172 cm). Come per Risa, il cognome Otani ha un significato ironico: significa infatti "grande valle". All'interno del duo comico Otani è "All Hanjin"; nonostante la sua bassa statura, è la matricola più promettente del club di basket della scuola, per poi diventare capitano della squadra al terzo anno. Fondamentalmente un bravo ragazzo, anche se lento di comprendonio, Otani riesce in tutto se si applica davvero: nonostante gli abituali voti bassi riesce infatti ad entrare all'università. All'inizio della storia ha una cotta per Chiharu, senza però essere ricambiato, ma in seguito s'innamora di Risa, anche se prima di accettare la cosa la rifiuta per ben due volte, dato che in un primo momento fatica a vederla come una fidanzata; alla fine cede e i due si fidanzano. Dopo il liceo e l'università, Otani mira a prendere l'abilitazione all'insegnamento come maestro delle elementari.
Nobuko "Nobu" Ishihara (石原 信子 〈のぶちゃん〉?, Ishihara Nobuko "Nobu-chan")
Interpretata da: Nami Tamaki (film)
Doppiata da: Saori Higashi (ed. giapponese), Beatrice Caggiula (ed. italiana)
La migliore amica di Risa dall'inizio delle superiori, è lei che la spinge a dichiararsi ad Otani e si arrabbia quando si presentano occasioni in cui i due non capiscono i palesi sentimenti reciproci. È la prima ad appoggiarla in qualunque occasione, tanto da considerarsi come una 'mamma' per Risa. Nobu è una ragazza saggia e responsabile, ma anche abbastanza vanitosa e irascibile. Chiamata da tutti "Nobu", lei e Nakao sono l'unica coppia già formata all'inizio della storia, e rappresentano i perfetti "piccioncini". Ha un breve periodo di crisi quando decide di trasferirsi ad Hokkaidō per aiutare la nonna malata, poiché non vorrebbe lasciare gli amici, ma alla fine saranno proprio loro a convincerla ad andare. Nakao per l'occasione cerca di farsi lasciare da lei per far sì che vada senza preoccuparsi per lui, ma la ragazza gli fa capire che nonostante la distanza lei lo amerà sempre e che non ha intenzione di lasciarlo. Al termine del liceo, Nobu segue un corso di laurea breve in scienze dell'alimentazione ad Hokkaidō.
Heikichi Nakao (中尾 平吉?, Nakao Heikichi)
Interpretato da: Yusuke Yamazaki (film)
Doppiato da: Kenjirō Tsuda (drama-CD e videogioco) / Yasuhiko Tokuyama (anime) (ed. giapponese), Omar Vitelli (ed. italiana)
Il miglior amico di Otani dall'inizio delle medie, ha sempre fatto parte anche lui del club di basket, anche se mai come titolare. È il fidanzato di Nobu, di cui è completamente innamorato e fa di tutto per renderla felice, anche passare sopra i propri sentimenti, proprio come quando lei si trasferisce. Nakao è un ragazzo positivo e sorridente che cerca sempre di mantenere la calma nel gruppo, specialmente di mantenere a freno Nobu quando questa perde la pazienza per via di Otani e Risa. Al termine del liceo, Nakao lavora nella pasticceria di famiglia.
Chiharu Tanaka (田中 千春?, Tanaka Chiharu)
Interpretata da: Risa Kudo (film)
Doppiata da: Ai Maeda (drama-CD e videogioco) / Kazuko Kojima (anime) (ed. giapponese), Ilaria Giorgino (ed. italiana)
È una ragazza dalla personalità molto timida e gentile. Innamorato di Chiharu, Otani si offre di aiutare Risa con Suzuki in cambio di un ulteriore aiuto da parte di lei. Suzuki però è già innamorato di Chiharu e alla fine i due si mettono insieme, facendo superare così a lei il terrore per i ragazzi. La coppia ha una breve crisi quando Chiharu passa l'esame di ammissione all'università, mentre Suzuki lo fallisce completamente, ma poi il ragazzo le dice di non rinunciare ai suoi sogni e che, anche se in scuole diverse, si vedranno tutti i giorni. Molto studiosa, passa molto tempo in biblioteca e ha voti alti. Essendo molto carina, spesso i ragazzi ci provano con lei, cosa che la manda totalmente nel panico. Per il suo compleanno, Suzuki le regala un anello.
Ryouji Suzuki (鈴木 涼二?, Suzuki Ryōji)
Interpretato da: Hiro Mizushima (film)
Doppiato da: Masaya Onosaka (drama-CD e videogioco) / Kenjirō Tsuda (anime) (ed. giapponese), Massimo Aresu (ed. italiana)
È un ragazzo molto riservato e studioso. Risa, innamorata di lui, si allea con Otani per conquistare le rispettive fiamme, ma Suzuki è innamorato da tempo di Chiharu e alla fine i due si mettono insieme. La coppia ha una breve crisi quando Chiharu passa l'esame di ammissione all'università, mentre Suzuki lo fallisce completamente, ma poi il ragazzo le dice di non rinunciare ai suoi sogni e che, anche se sono in scuole diverse, si vedranno tutti i giorni. Chiharu e Suzuki sono la prima nuova coppia che si forma nel gruppo, e quando lei fa il compleanno lui le regala un anello.

### Altri personaggi
Seishiro/Seiko Kotobuki (寿 聖子?, Kotobuki Seiko)
Doppiata da: Rika Komatsu (drama-CD e videogioco) / Fujiko Takimoto (anime) (ed. giapponese), Veronica Puccio (ed. italiana)
Una bella biondina coi riccioli allegra e provocante che dimostra ben presto d'aver una cotta per Atsushi. È in realtà una ragazza transgender nata maschio e afferma che Dio l'ha messo alla nascita dentro un corpo sbagliato; si veste da femmina fin da quando era molto piccola. Preferisce esser chiamata Seiko invece di Seishiro (聖子郎?, Seishirō), il suo vero nome, in quanto il primo suona più femminile. È riuscita a baciare Atsushi prima che questi scoprisse la vera identità del suo genere: dopo il naturale shock provato, sceglie comunque di rimanere suo amico. Anche lei è sotto la protezione di Risa, che appoggia in ogni modo possibile. Nel manga risulta invece esser innamorata di Kazuki.
Haruka Fukagawa (深川 遥?, Fukagawa Haruka)
Doppiato da: Ryōtarō Okiayu (drama-CD e videogioco) / Masaya Onosaka (anime) (ed. giapponese), Stefano Brusa (ed. italiana)
Un bel ragazzo un po' effeminato amico di Risa, ha sviluppato una cotta infantile nei suoi confronti, dopo che la ragazza lo ha difeso coraggiosamente dall'aggressione di una banda di teppisti da strada. Ha sempre avuto un atteggiamento molto debole verso i bambini che lo prendevano in giro fin dalle elementari; Risa si è presa subito il compito di proteggerlo. Dopo il suo rientro dall'Inghilterra dov'era stato molti anni a studiare, sembra esser maturato molto: mira a conquistare Risa, che considera il proprio eroe. Apertamente sprezzante di fronte alla bassa statura di Atsushi, non perde mai occasione per fargli notare che non è altro che un "nanetto". Anche se dimostra d'essere popolare con molte altre ragazze, continua a dire che son tutti incontri romantici preparatori a quello che avrà sicuramente in futuro con Risa, anche se lei continua a rifiutarlo. Sua nonna è inglese e diventa il miglior amico di Seiko.
Kuniumi Maitake "Maity" (舞竹 国海 〈マイティ〉?, Maitake Kuniumi "Maiti")
Interpretato da: Shōsuke Tanihara (film)
Doppiato da: Jun'ichi Suwabe (ed. giapponese), Stefano Crescentini (ed. italiana)
Professore d'inglese alla scuola di Risa ed Atsushi, è un gran bell'uomo dotato in tutti gli sport. È più alto di Risa e straordinariamente affascinante; assomiglia ad uno dei personaggi dei videogiochi preferiti dalla ragazza, ed acquisisce ben presto intere legioni di fan femminili che lo idolatrano letteralmente. Riuscendo ad ottenere l'affetto e l'interessamento di Risa, Atsushi se ne scopre geloso e proprio da quel momento intuisce quanto sia effettivamente legato a lei. Si rivela infine essere fidanzato con Jodi, con gran disappunto del suo fanclub, e cugino di Haruka.
Mayu Kanzaki (神崎 真由?, Kanzaki Mayu)
Interpretata da: Mio Kato (film)
Doppiata da: Yuki Matsuoka (ed. giapponese), Eva Padoan (ed. italiana)
L'ex fidanzata di Atsushi. Lei e Chiharu sono molto simili di aspetto, ed è questa probabilmente la ragione per cui il ragazzo aveva dimostrato inizialmente un qualche interesse per la compagna. Avevano iniziato ad uscire quando ancora frequentavano le medie. Quando Mayu volle rompere con lui (s'era innamorata difatti d'un ragazzo alto quasi due metri) lo lasciò col cuore spezzato e facendogli accrescere ancor più il suo complesso d'inferiorità. Ritorna chiedendo ad Atsushi di poter passare il Natale assieme a lui (a vedere la squadra di basket della loro vecchia scuola), ma alla fine il ragazzo sceglie di andare con Risa ad assistere al concerto di Umibozu. Risa è convinta che Atsushi sia ancora innamorato di Mayu. Quando lei chiederà ancora una volta al ragazzo di tornare ad uscire assieme (lo spilungone l'ha mollata) lui rifiuterà perché oramai ha compreso ed accettato i propri sentimenti nei confronti di Risa.
Mimi Yoshioka (吉岡 美々?, Yoshioka Mimi)
Doppiata da: Kae Araki (ed. giapponese), Letizia Scifoni (ed. italiana)
Alta più o meno come Risa nonostante abbia qualche anno in meno, anche lei innamorata di Atsushi. Gli porta il latte ogni giorno per aiutarlo a crescere più in fretta, anche se a lui non piace. È un tipo di ragazza aspro, maligno e ipocrita. Nutre una gelosia ed invidia terribile nei confronti di Risa che sfocia in odio aperto, perché nonostante abbiano l'identico problema d'altezza, Risa è riuscita lo stesso a conquistare il cuore di Atsushi. Alla fine sembra accettare la situazione, anche se promette che cercherà in ogni modo di rubare Atsushi dalle grinfie di Risa. È una modella, e indirettamente finisce per ispirare Risa a diventare una coordinatrice stilistica.
Kazuki Kohori (小堀 和希?, Kohori Kazuki)
Doppiato da: Hiroki Shimowada (ed. giapponese), Gabriele Patriarca (ed. italiana)
Un collega di Risa al ristorante in cui lavora che si innamora di lei, baciandola mentre dorme e creando fraintendimenti fra Risa e Otani. Proprio come i due è un fan accanito di Umibozu, cosa che lo avvicina molto a Risa. Si diverte a prendere in giro il capo suo e di Risa chiamandola "zietta", venendo puntualmente sgridato. Anche lui è molto basso proprio come Otani, è un ragazzo solare e spensierato che prende tutto alla leggera e cerca di divertirsi in ogni modo.
Umibozu (海坊主?, Umibōzu)
Interpretato da: Susumu Terajima (film)
Doppiato da: Hisao Egawa (drama-CD e videogioco) / Smokey Tetsuni (anime) (ed. giapponese), Donato Sbodio (ed. italiana)
Un popolare cantante rapper di cui sia Otani che Risa sono fan accaniti. Questo fatto farà venir in mente per la prima volta a Nobuko la possibilità che i due siano compatibili. Egli prende il nome dell'omonima creatura mitologica a causa della sua testa calva. Durante una gita scolastica in un'altra città, Risa e Atsushi lo incontrano e sorpresi apprendono ch'egli è nella vita reale un devoto padre di famiglia con una moglie e un figlioletto piccolo, e oltretutto una storia sentimentale molto simile alla loro.
Kiyoji Nakano (中野 清司?, Nakano Kiyoji)
Doppiato da: Masashi Hirose (ed. giapponese), Vittorio Guerrieri (ed. italiana)
L'apatico insegnante della classe di Risa e Atsushi. È lui che dà il soprannome "All Hanshin Kyojin" a Risa e Atsushi.
Signora Matsubara (松原さん?, Matsubara-san)
Doppiata da: Keiko Tsukamoto (ed. giapponese), Cristiana Poccardi (ed. italiana)
La padrona del ristorante dove lavorano Risa e Kohori. Molto severa, sgrida sempre i due. Viene chiamata "zia" da Risa.

## Manga
Il manga è stato pubblicato sulla rivista Bessatsu Margaret a partire dal settembre 2001 al dicembre 2006 e successivamente è stato serializzato in 17 tankōbon per conto della Shūeisha, pubblicati tra il 25 marzo 2002 e il 30 settembre 2007. Nel 2004 l'opera ha vinto il Shogakukan Manga Award nella categoria shōjo, mentre nel 2007 il primo volume è stato menzionato tra i migliori romanzi a fumetti per adolescenti dalla Young Adult Library Services Association.
In Italia è stato pubblicato da Planet Manga dall'aprile 2007 al marzo 2009. Tra il 2015 e il 2016 è uscita una ristampa, sempre in 17 volumi. È arrivato anche negli Stati Uniti da Viz Media tra il 2009 e il 2010; la medesima edizione è stata licenziata in Australia e Nuova Zelanda da Madman Entertainment nel 2008, in Francia da Delcourt, in Spagna da Planeta DeAgostini, in Messico da Grupo Editorial Vid, a Taiwan da Tong Li Publishing, in Ungheria da Mangafan e in Vietnam da TVM Comics.

### Volumi
| Nº | Titolo italiano Giapponese 「Kanji」 - Rōmaji - Traduzione letterale | Data di prima pubblicazione              | Data di prima pubblicazione |
| Nº | Titolo italiano Giapponese 「Kanji」 - Rōmaji - Traduzione letterale | Giapponese                               | Italiano                    |
| 1  | Lovely*Complex 1 「ラブ★コン １」 - Rabu*Con 1 – "Love*Com 1" | 25 marzo 2002 ISBN 4-08-847487-2         | 14 aprile 2007              |
| 1  | Capitoli - Capitoli 1.1-4 |                                          |                             |
| 2  | Lovely*Complex 2 「ラブ★コン ２」 - Rabu*Con 2 – "Love*Com 2" | 25 luglio 2002 ISBN 4-08-847532-1        | 10 maggio 2007              |
| 2  | Capitoli - Capitoli 5-8.2 |                                          |                             |
| 3  | Lovely*Complex 3 「ラブ★コン ３」 - Rabu*Con 3 – "Love*Com 3" | 25 ottobre 2002 ISBN 4-08-847563-1       | 7 giugno 2007               |
| 3  | Capitoli - Capitoli 9.1-12 |                                          |                             |
| 4  | Lovely*Complex 4 「ラブ★コン ４」 - Rabu*Con 4 – "Love*Com 4" | 25 febbraio 2003 ISBN 4-08-847604-2      | 5 luglio 2007               |
| 4  | Capitoli - Capitoli 13-16.5 |                                          |                             |
| 5  | Lovely*Complex 5 「ラブ★コン ５」 - Rabu*Con 5 – "Love*Com 5" | 25 giugno 2003 ISBN 4-08-847642-5        | 2 agosto 2007               |
| 5  | Capitoli - Capitoli 17.1-20 |                                          |                             |
| 6  | Lovely*Complex 6 「ラブ★コン ６」 - Rabu*Con 6 – "Love*Com 6" | 24 ottobre 2003 ISBN 4-08-847676-X       | 6 settembre 2007            |
| 6  | Capitoli - Capitoli 21-24 |                                          |                             |
| 7  | Lovely*Complex 7 「ラブ★コン ７」 - Rabu*Con 7 – "Love*Com 7" | 25 febbraio 2004 ISBN 4-08-847715-4      | 4 ottobre 2007              |
| 7  | Capitoli - Capitoli 25-28 |                                          |                             |
| 8  | Lovely*Complex 8 「ラブ★コン ８」 - Rabu*Con 8 – "Love*Com 8" | 23 luglio 2004 ISBN 4-08-847762-6        | 8 novembre 2007             |
| 8  | Capitoli - Capitoli 29-32 |                                          |                             |
| 9  | Lovely*Complex 9 「ラブ★コン ９」 - Rabu*Con 9 – "Love*Com 9" | 25 novembre 2004 ISBN 4-08-847802-9      | 6 dicembre 2007             |
| 9  | Capitoli - Capitoli 33-36 |                                          |                             |
| 10 | Lovely*Complex 10 「ラブ★コン １０」 - Rabu*Con 10 – "Love*Com 10" | 25 marzo 2005 ISBN 4-08-847836-3         | 10 gennaio 2008             |
| 10 | Capitoli - Capitoli 37-40 |                                          |                             |
| 11 | Lovely*Complex 11 「ラブ★コン １１」 - Rabu*Con 11 – "Love*Com 11" | 25 luglio 2005 ISBN 4-08-847877-0        | 6 marzo 2008                |
| 11 | Capitoli - Capitoli 41-44 |                                          |                             |
| 12 | Lovely*Complex 12 「ラブ★コン １２」 - Rabu*Con 12 – "Love*Com 12" | 22 dicembre 2005 ISBN 4-08-846017-0      | 8 maggio 2008               |
| 12 | Capitoli - Capitoli 45-47.5 |                                          |                             |
| 13 | Lovely*Complex 13 「ラブ★コン １３」 - Rabu*Con 13 – "Love*Com 13" | 25 aprile 2006 ISBN 4-08-846050-2        | 3 luglio 2008               |
| 13 | Capitoli - Capitoli 48-51 |                                          |                             |
| 14 | Lovely*Complex 14 「ラブ★コン １４」 - Rabu*Con 14 – "Love*Com 14" | 14 luglio 2006 ISBN 4-08-846074-X        | 4 settembre 2008            |
| 14 | Capitoli - Capitoli 52-55 |                                          |                             |
| 15 | Lovely*Complex 15 「ラブ★コン １５」 - Rabu*Con 15 – "Love*Com 15" | 30 dicembre 2006 ISBN 4-08-846124-X      | 13 novembre 2008            |
| 15 | Capitoli - Capitoli 56-59 |                                          |                             |
| 16 | Lovely*Complex 16 「ラブ★コン １６」 - Rabu*Con 16 – "Love*Com 16" | 18 marzo 2007 ISBN 978-4-08-846148-9     | 11 gennaio 2009             |
| 16 | Capitoli - Capitoli 60-62 |                                          |                             |
| 17 | Lovely*Complex 17 「ラブ★コン １７」 - Rabu*Kon 17 – "Love*Com 17" | 30 settembre 2007 ISBN 978-4-08-846215-8 | 8 marzo 2009                |
| 17 | Capitoli Extra: - Otani in prima media - Risa in seconda media - Il primo incontro (inconsapevole) tra i due - Rimpatriata del gruppo di amici in occasione del 19º compleanno di Risa |                                          |                             |

### Spin-off
Lo spin-off, intitolato Love*Com D (Deluxe) (ラブ★コンＤ?, Rabu*Con Derakkusu), è uscito a marzo 2009 e si incentra sul fratello di Risa, Takato Koizumi, ed un nuovo personaggio, Hiyori Manabe, pur lasciando il vecchio gruppo come personaggi secondari. Successivamente è stato serializzato in un tankōbon col titolo Lovely*Complex Two (ラブ★コン Ｔｗｏ?, Rabu*Kon Two, Love*Com Two) per conto della Shūeisha, pubblicato il 25 settembre 2012; in Italia è stato pubblicato da Planet Manga il 29 settembre 2016.
| Nº | Titolo italiano Giapponese 「Kanji」 - Rōmaji - Traduzione letterale                                                   | Data di prima pubblicazione              | Data di prima pubblicazione |
| Nº | Titolo italiano Giapponese 「Kanji」 - Rōmaji - Traduzione letterale                                                   | Giapponese                               | Italiano                    |
| 1  | Lovely*Complex Two 「ラブ★コン Ｔｗｏ」 - Rabu*Kon Two – "Love*Com Two"                                                | 25 settembre 2012 ISBN 978-4-08-846831-0 | 29 settembre 2016           |
| 1  | Capitoli - Act. 0 Hiyori Mayabe - Act. 1 Takato Koizumi - Act. 2 Mimi Yoshioka - Act. 3 Kazuko Matsubara - Honey Going |                                          |                             |

## Drama-CD
Nel 2003 e nel 2005 sono usciti due drama-CD sulla serie. La maggior parte dei doppiatori dei personaggi sono diversi rispetto all'anime prodotto in seguito.
| Nº | Titolo                                         | ISBN               | Data uscita      |
| -- | ---------------------------------------------- | ------------------ | ---------------- |
| 1  | Love*Com Drama CD (ラブ★コン ドラマＣＤ?)      | ISBN 4-08-905575-X | 12 dicembre 2003 |
| 2  | Love*Com Drama CD 2 (ラブ★コン ドラマＣＤ ２?) | ISBN 4-08-909057-1 | 14 febbraio 2005 |

## Libri e romanzi

### Light novel
Sono uscite una serie di light novel ad opera di Kokoro Nao. Composta da 7 volumi, sono state pubblicate con l'etichetta Cobalt Bunko di Shūeisha da giugno 2006 ad aprile 2008.
1. N/A, Shūeisha, 28 giugno 2006[54], ISBN 4-08-600783-5.
2. -Koi no haguruma, mawashitaro kā hen- (―恋の歯車、回したろかー編―?), Shūeisha, 28 luglio 2006[55], ISBN 4-08-600809-2.
3. -Koisuru otome wa tomarahen dē! Hen- (―恋する乙女は止まらへんでー！編―?), Shūeisha, 1º giugno 2007[56], ISBN 978-4-08-601031-3.
4. -Koi no arashi ga fukiareru! Hen- (―恋の嵐が吹き荒れる！編―?), Shūeisha, 1º agosto 2007[57], ISBN 978-4-08-601058-0.
5. -Koishita kara ni wa ittoko kā! Hen- (―恋したからには行っとこかー！編―?), Shūeisha, 1º novembre 2007[58], ISBN 978-4-08-601095-5.
6. -Koi wa towa fumetsu ya de!! Hen- (―恋は永久不滅やでっ！！編―?), Shūeisha, 26 dicembre 2007[59], ISBN 978-4-08-601119-8.
7. -Mou iccho omake no koi bana ya de! Hen- (―もういっちょオマケの恋バナやで！編―?), Shūeisha, 25 aprile 2008[60], ISBN 978-4-08-601164-8.

### Altro
1. Bessatsu Love*Com FANBOOK (別冊 ラブ★コン ＦＡＮＢＯＯＫ?), 25 maggio 2005, ISBN 4-08-847841-X.
2. Maido!! Love*Com Ōsaka daisuki BOOK (まいど！！ ラブ★コン 大阪だいすきＢＯＯＫ?), 14 luglio 2006, ISBN 4-420-11244-1.
3. Love*Com Special (ラブ★コン スペシャル?), 1º agosto 2006.
4. Eiga Love*Com Making BOOK (映画 ラブ★コン メイキングＢＯＯＫ?), 10 agosto 2006.
5. Love*Com Mune kyun Illust BOOK (ラブ★コン胸キュンイラストＢＯＯＫ?), 25 dicembre 2007, ISBN 978-4-08-846242-4.

## Videogiochi
Nel 2006 è uscito in Giappone il videogioco basato sulla serie.
| Nº | Titolo videogioco                                          | Piattaforma   | Data uscita    |
| -- | ---------------------------------------------------------- | ------------- | -------------- |
| 1  | Love*Com ~Punch DE comte~ (ラブ★コン～パンチＤＥコント～?) | PlayStation 2 | 13 luglio 2006 |

## Film live action
Nel 2006 è stato prodotto un film con attori dal vivo, diretto da Kitaji Ishikawa. Uscito il 15 luglio 2006, è stato poi distribuito in DVD il 1º gennaio 2007. Nel 2009 è stato candidato dalla Young Adult Library Services Association come uno dei sedici migliori film per giovani adulti sul tema del raggiungimento della maggiore età in tutto il mondo.
La trama si basa essenzialmente su quella del manga, ovvero su i due studenti delle scuole superiori Risa Koizumi, la ragazza più alta della sua classe, e Atsushi Otani, il ragazzo più basso, con alcune differenze: l'altezza dei due protagonisti è diversa rispetto all'originale; il fratello di Risa, Takato, diventa una sorella, Rie; i personaggi di Seiko e Mimi appaiono raramente.

### Personaggi
| Personaggio            | Ruolo                                  | Interprete       |
| ---------------------- | -------------------------------------- | ---------------- |
| Risa Koizumi           | Protagonista                           | Ema Fujisawa     |
| Atsushi Otani          | Protagonista                           | Teppei Koike     |
| Kunimi "Maity" Maitake | Professore                             | Shōsuke Tanihara |
| Nobuko "Nobu" Ishihara | Amica di Risa e fidanzata di Nakao     | Nami Tamaki      |
| Heikichi Nakao         | Amico di Otani e fidanzato di Nobu     | Yusuke Yamazaki  |
| Chiharu Tanaka         | Amica di Risa e fidanzata di Suzuki    | Risa Kudo        |
| Ryoji Suzuki           | Amico di Otani e fidanzato di Chiharu  | Hiro Mizushima   |
| Mayu Kanzaki           | Ex-fidanzata di Otani                  | Mio Kato         |
| Usui Keiichi           |                                        | Yōichi Nukumizu  |
| Rie Koizumi            | Sorella di Risa                        | Shizuyo Yamazaki |
| Umibozu                | Cantante rapper, idolo di Risa e Otani | Susumu Terajima  |
| Fidanzato di Rie       | Fidanzato di Rie                       | Ryota Yamazato   |
| Eri                    | Amica di Mayu                          | Narumi Konno     |
| Aniki                  |                                        | Yoji Tanaka      |
| Senpai di Risa         | Senpai di Risa                         | Shūgo Oshinari   |
| Senpai di Otani        | Senpai di Otani                        | Aina Nishiaki    |
| Compagna di Shinichi   | Donna di Shinichi                      | Seiko Noguchi    |
| N/A                    |                                        | Masanori Hata    |
| N/A                    |                                        | Eiji Wentz       |
| Maririn                |                                        | Mari Hayashida   |

### Colonna sonora
Il CD contenente la sigla è uscito il 12 luglio 2006 in edizione regolare e limitata.
- Speed Live (スピードライブ?), di misono

## Anime

Copertina del secondo DVD-BOX dell'edizione italiana, raffigurante i protagonisti Risa e Otani

Love*Com è stato adattato in una serie anime di 24 episodi da Toei Animation, andata in onda in Giappone su TBS, CBC e MBS dal 7 aprile al 29 settembre 2007. È stato successivamente raccolto in 3 DVD-BOX da 8 episodi ciascuno, a partire dal 22 ottobre dello stesso anno. Una curiosità riguarda il linguaggio utilizzato, infatti quasi tutti i personaggi parlano il dialetto del Kansai, di Osaka, al posto del giapponese standard. Mentre è abbastanza comune in molti anime avere uno o due personaggi che parlano il dialetto del Kansai, è inusuale che lo facciano tutti i personaggi. La particolarità del linguaggio usato non è stata però realizzabile nel doppiaggio in italiano.
In Italia sono stati trasmessi in prima visione il 1º maggio 2009 i primi due episodi su MTV come evento speciale. La serie completa è stata trasmessa da Rai 4 dal 24 ottobre 2010 al 17 aprile 2011. L'inizio della distribuzione del titolo è iniziata il 28 ottobre 2009; i 24 episodi sono divisi in due DVD-BOX contenenti 3 dischi ciascuno, in cui sono inclusi audio in giapponese, due booklet da 50 pagine e sigle di coda e di testa senza crediti; i booklet sono stati creati apposta per l'Italia e contengono schede dei personaggi principali e approfondimenti generici, quali quelli sul sistema scolastico giapponese e su Osaka, la città in cui è ambientata la serie. A marzo 2013 la serie è stata pubblicata per la visione in streaming su internet sulla web tv Popcorn TV.

### Colonna sonora
La OST dell'anime comprende 35 tracce ed è stata raccolta nel CD Love*Com Kyun shi ni MUSIC COLLECTION (ラブ★コン キュン死に ＭＵＳＩＣ ＣＯＬＬＥＣＴＩＯＮ?), uscito il 19 settembre 2007; le sigle di testa e coda sono disponibili in patria in due CD contenenti 6 brani ciascuno. In Italia, come sigle vengono utilizzati altri brani, sempre in giapponese, legati alla serie, ma i loro video rimangono come in originale.
Sigla di apertura originale
- Kimi + Boku = LOVE? (キミ+ボク=ＬＯＶＥ？?), di Tegomass (ep. 1-13)
- Hey! Say!, degli Hey! Say! 7 (ep. 14-24)

Sigla di chiusura originale
- Kiss ~Kaerimichi no love song~ (キッス～帰り道のラブソング～?), di Tegomass (ep. 1-13)
- BON BON, degli Hey! Say! 7 (ep. 14-24)

Sigla di apertura italiana
- Shouganeze, di Hironosuke Sato

Sigla di chiusura italiana
- Orchestra na Risa, composta da Hironosuke Sato